# 倉口桃
倉口桃（日语：／ KuRaGuChi MoMo */?，1991年2月12日—），日本女性配音员，属于FLASH UP，2009年出道。最初屬於TAB Production聲優培訓學校，2013年转籍到AVILLA艺员事务所。2014年返回培训学校重修，2017年11月轉籍至FLASH UP。

## 出演作品

### 電視动画
2011年
- 摇曳百合（池田千鶴、田徑部員、學生、女子、女子中學生、鬼屋的幽靈）

2012年
- 殭屍哪有那麼萌？（八坂御子）
- 摇曳百合♪♪（池田千鶴[5]、えり）

2015年
- 輕鬆百合 3☆High！（池田千鶴）

### 游戏
2009年
- LUNA Twinkle!（ヒューマン女）

2010年
- 艾爾之光（アン、ハンナ）

2011年
- ヴァンディアブレイカー（湾岸都市キャッシュ）

### 广播剧CD
- 殭屍哪有那麼萌？（八坂御子）

### 广播节目
- ももにょんのまじかる☆みらくる（YouTube 『プロぶろ「ガチラジアワー」チャンネル』内）

### 活动
- ダンスイベント「Mother2010」